# Thomas Andrew Knight
Thomas Andrew Knight (Ludlow, 12 de agosto de 1759 — Londres, 11 de maio de 1838) foi um botânico britânico.

## Carreira
Ele frequentou o Balliol College, Oxford. Após a formatura, ele começou a estudar horticultura. A atenção foi chamada pela primeira vez para seu trabalho em 1795, com a publicação dos resultados de suas pesquisas sobre a propagação de árvores frutíferas e as doenças prevalentes entre elas. Ele usou 10 000 acres (4 000 ha) de terra que herdou para conduzir a reprodução de plantas, incluindo morangos, repolhos e ervilhas, e construiu uma extensa estufa. Em 1797 publicou o seu Tratado sobre a Cultura da Maçã e da Pêra e sobre a Manufatura de Cidra e Perry, obra que teve várias edições. Ele foi um dos principais estudantes de horticultura nos séculos XVIII e XIX, mas seus papéis pessoais desapareceram após sua morte.
Knight realizou experimentos fisiológicos básicos em plantas, cujo trabalho era realizado antes apenas raramente. Ele elucidou os efeitos da gravidade nas mudas e como a decomposição das árvores frutíferas era transmitida por enxertos. Em muitos aspectos, seu trabalho remontava ao do Rev. Stephen Hales. Seus objetivos sempre foram estritamente práticos, visando melhorar as plantas alimentares úteis por meio da criação de melhores qualidades. Em meados do século XIX, o morango Downton era um morango popular na Grã-Bretanha, até que foi eclipsado pelos híbridos de morango modernos na virada do século.
Não é amplamente conhecido que ele estudou a variação nas ervilhas e encontrou muitos dos mesmos resultados que Mendel, mas ele falhou em dar o mesmo salto imaginativo sobre como essas mudanças ocorreram. Knight se isolou intencionalmente de influências científicas externas. Recusou-se a ler os artigos científicos de outra pessoa até que Sir Joseph Banks, com quem mantinha uma correspondência volumosa, o persuadiu a fazê-lo. Knight relatou todo o seu trabalho nas Transactions of the Royal Society of London.
De 1811 a 1838, Knight foi presidente da London Horticultural Society, fundada em 1804. Banks, presidente da Royal Society, reconheceu as contribuições de Knight para a ciência e convenceu-o a ingressar na Horticultural Society, como era então conhecida. Após a morte do primeiro presidente, George Legge, 3º conde de Dartmouth, Banks propôs Knight como presidente. Em 1864, a Sociedade recebeu uma patente real de Albert, Prince Consort, que permitiu que ela fosse conhecida como Royal Horticultural Society. Banks pediu a Knight que escrevesse um "prospecto" para a sociedade (o que agora seria chamado de declaração de missão), delineando suas funções e propósito.

Os membros mais jovens da Sociedade foram inspirados por seu exemplo. Homens como Thomas Laxton seguiram seus princípios de observação cuidadosa e objetivos práticos. Laxton deixou como seu legado variedades melhoradas de maçãs, ervilhas e ervilhas-de-cheiro, entre muitas outras, junto com um próspero negócio de sementes.